# Jon Fjeldså
Jon Fjeldså ( 1942) es un zoólogo danés; del Museo Zoológico de Copenhague, Dinamarca.
Trabaja en sistemática y biogeografía, con énfasis especial en la región tropical de los Andes en Sudamérica y África.
Su especialización son los pájaros del Orden Passeriformes, pero también otros grupos de vertebrados. Los temas principales son especiación y la interacción de factores históricos y ecológicos que moldean patrones regionales de la riqueza endémica de especie. Esto se desarrolla con los métodos biogeográficos tradicionales suplidos con estudios ADN (en colaboración con otros institutos) y de bases de datos distribucionales comprensivas (parámetros ambientales remotamente detectados). Análisis de la prioridad de la conservación (con acoplamientos a las instituciones que estudian el uso humano de recursos naturales).

## Abreviatura (zoología)
La abreviatura J.Fjeldså  se emplea para indicar a Jon Fjeldså como autoridad en la descripción y taxonomía en zoología.